# Campionato mondiale maschile di hockey su pista San Jose 2005
Il Campionato del Mondo 2005 è stata la 37ª edizione del campionato del mondo di hockey su pista; la manifestazione è stata disputata negli Stati Uniti d'America a San Jose dal 6 al 13 agosto 2005.

La competizione fu organizzata dalla Fédération Internationale de Roller Sports.

Il torneo è stato vinto dalla nazionale spagnola per la 12ª volta nella sua storia.

## Città ospitanti e impianti sportivi
| CITTÀ    | IMPIANTO           | CAPIENZA |
| San Jose | Event Center Arena | 4.600    |

## Prima fase

### Girone A

#### Risultati
| Arbitri: | Brailey Tolomei |

|                      |           | |
| Toy Gaspar 27’ (1-4) | Marcatori | 6’ (0-1) Reinaldo Ventura 12’ (0-2) Antonio Silva 15’ (0-3) Ricardo Pereira 23’ (0-4) Ricardo Barreiros 30’ (1-5) Ricardo Figueira |

| San Jose 8 agosto 2005 | Cile | 11 – 2 referto | Macao | Event Center Arena |

| San Jose 9 agosto 2005 | Macao | 2 – 21 referto | Angola | Event Center Arena |

| San Jose 9 agosto 2005 | Cile | 1 – 8 referto | Portogallo | Event Center Arena |

| San Jose 10 agosto 2005 | Cile | 1 – 1 referto | Angola | Event Center Arena |

| San Jose 10 agosto 2005 | Macao | 1 – 20 referto | Portogallo | Event Center Arena |

#### Classifica
|    | Squadra    | PT | G | V | N | P | GF | GS | Diff. | Note |
| -- | ---------- | -- | - | - | - | - | -- | -- | ----- | ---- |
| 1. | Portogallo | 9  | 3 | 3 | 0 | 0 | 33 | 3  | +30   |      |
| 2. | Angola     | 4  | 3 | 1 | 1 | 1 | 23 | 9  | +14   |      |
| 3. | Cile       | 4  | 3 | 1 | 1 | 1 | 13 | 11 | +2    |      |
| 4. | Macao      | 0  | 3 | 0 | 0 | 3 | 6  | 52 | -46   |      |

### Girone B

#### Risultati
| San Jose 8 agosto 2005 | Svizzera | 7 – 0 referto | Mozambico | Event Center Arena |

| San Jose 8 agosto 2005 | Andorra   | 1 – 4 referto                                                                                        | Italia | Event Center Arena |
| Daniel Perez 3’ (1-1) Marcatori 2’ (0-1) Massimo Tataranni 4’ (1-2) Valerio Antezza 24’ (1-3) Mattia Cocco 26’ (1-4) Valerio Antezza |           | |        |                    |
| |           | |        |                    |
| Daniel Perez 3’ (1-1) | Marcatori | 2’ (0-1) Massimo Tataranni 4’ (1-2) Valerio Antezza 24’ (1-3) Mattia Cocco 26’ (1-4) Valerio Antezza |        |                    |

| San Jose 9 agosto 2005 | Mozambico | 2 – 3 referto | Andorra | Event Center Arena |

| San Jose 9 agosto 2005 | Svizzera  | 2 – 5 referto | Italia | Event Center Arena |
| Florian Brentini 7’ (1-0) Samuel Wenger 38’ (2-4) Marcatori 16’ (1-1) Mattia Cocco 19’ (1-2) Valerio Antezza 26’ (1-3) Leonardo Squeo 37’ (1-4) Massimo Tataranni 39’ (2-5) Mattia Cocco |           | |        |                    |
| |           | |        |                    |
| Florian Brentini 7’ (1-0) Samuel Wenger 38’ (2-4) | Marcatori | 16’ (1-1) Mattia Cocco 19’ (1-2) Valerio Antezza 26’ (1-3) Leonardo Squeo 37’ (1-4) Massimo Tataranni 39’ (2-5) Mattia Cocco |        |                    |

| San Jose 10 agosto 2005 | Svizzera | 3 – 0 referto | Andorra | Event Center Arena |

| San Jose 10 agosto 2005 | Mozambico | 2 – 13 referto | Italia | Event Center Arena |
| Bruno Pimentel 9’ (1-2) Wilson Sigalette 19’ (2-4) Marcatori 1’ (0-1) Franco Polverini 8’ (0-2) Mattia Cocco 11’ (1-3) Massimo Tataranni 18’ (1-4) Massimo Tataranni 26’ (2-5) Mattia Cocco 28’ (2-6) Leonardo Squeo 32’ (2-7) Valerio Antezza 34’ (2-8) Valerio Antezza Valerio Antezza 37’ (2-9) 39’ (2-10) Franco Polverini Marco Motaran 40’ (2-11) Massimo Tataranni 41’ (2-12) Massimo Tataranni 44’ (2-13) |           | |        |                    |
| |           | |        |                    |
| Bruno Pimentel 9’ (1-2) Wilson Sigalette 19’ (2-4) | Marcatori | 1’ (0-1) Franco Polverini 8’ (0-2) Mattia Cocco 11’ (1-3) Massimo Tataranni 18’ (1-4) Massimo Tataranni 26’ (2-5) Mattia Cocco 28’ (2-6) Leonardo Squeo 32’ (2-7) Valerio Antezza 34’ (2-8) Valerio Antezza 37’ (2-9) 39’ (2-10) Franco Polverini Marco Motaran 40’ (2-11) Massimo Tataranni 41’ (2-12) Massimo Tataranni 44’ (2-13) |        |                    |

#### Classifica
|    | Squadra   | PT | G | V | N | P | GF | GS | Diff. | Note |
| -- | --------- | -- | - | - | - | - | -- | -- | ----- | ---- |
| 1. | Italia    | 9  | 3 | 3 | 0 | 0 | 22 | 5  | +17   |      |
| 2. | Svizzera  | 6  | 3 | 2 | 0 | 1 | 12 | 5  | +7    |      |
| 3. | Andorra   | 3  | 3 | 1 | 0 | 2 | 4  | 9  | -5    |      |
| 4. | Mozambico | 0  | 3 | 0 | 0 | 3 | 4  | 23 | -19   |      |

### Girone C

#### Risultati
| San Jose 8 agosto 2005 | Paesi Bassi | 0 – 4 referto | Inghilterra | Event Center Arena |

| San Jose 8 agosto 2005 | Francia | 0 – 5 referto | Spagna | Event Center Arena |

| San Jose 9 agosto 2005 | Inghilterra | 1 – 2 referto | Francia | Event Center Arena |

| San Jose 9 agosto 2005 | Paesi Bassi | 1 – 8 referto | Spagna | Event Center Arena |

| San Jose 10 agosto 2005 | Paesi Bassi | 2 – 2 referto | Francia | Event Center Arena |

| San Jose 10 agosto 2005 | Inghilterra | 1 – 4 referto | Spagna | Event Center Arena |

#### Classifica
|    | Squadra     | PT | G | V | N | P | GF | GS | Diff. | Note |
| -- | ----------- | -- | - | - | - | - | -- | -- | ----- | ---- |
| 1. | Spagna      | 9  | 3 | 3 | 0 | 0 | 17 | 2  | +15   |      |
| 2. | Francia     | 4  | 3 | 1 | 1 | 1 | 4  | 8  | -4    |      |
| 3. | Inghilterra | 3  | 3 | 1 | 0 | 2 | 6  | 6  | 0     |      |
| 4. | Paesi Bassi | 1  | 3 | 0 | 1 | 2 | 3  | 14 | -11   |      |

### Girone D

#### Risultati
| San Jose 8 agosto 2005 | Germania | 4 – 0 referto | Stati Uniti | Event Center Arena |

| San Jose 8 agosto 2005 | Brasile | 3 – 6 referto | Argentina | Event Center Arena |

| San Jose 9 agosto 2005 | Germania | 0 – 7 referto | Argentina | Event Center Arena |

| San Jose 9 agosto 2005 | Stati Uniti | 1 – 4 referto | Brasile | Event Center Arena |

| San Jose 10 agosto 2005 | Germania | 2 – 2 referto | Brasile | Event Center Arena |

| San Jose 10 agosto 2005 | Stati Uniti | 0 – 14 referto | Argentina | Event Center Arena |

#### Classifica
|    | Squadra     | PT | G | V | N | P | GF | GS | Diff. | Note |
| -- | ----------- | -- | - | - | - | - | -- | -- | ----- | ---- |
| 1. | Argentina   | 9  | 3 | 3 | 0 | 0 | 27 | 3  | +24   |      |
| 2. | Brasile     | 4  | 3 | 1 | 1 | 1 | 9  | 9  | 0     |      |
| 3. | Germania    | 4  | 3 | 1 | 1 | 1 | 6  | 9  | -3    |      |
| 4. | Stati Uniti | 0  | 3 | 0 | 0 | 3 | 1  | 22 | -21   |      |

## Fase finale

### Fase 1º - 8º posto

#### Tabellone principale
|  | Quarti di finale | Quarti di finale |            |        | Semifinali      | Semifinali      |  |  | Finale    | Finale |
|  |                  |                  |            |        |                 |                 |  |  |           |        |
|  | 12 agosto        |                  |            |        |                 |                 |  |  |           |        |
|  |                  |                  |            |        |                 |                 |  |  |           |        |
|  | Portogallo       | 3                |            |        |                 |                 |  |  |           |        |
|  | Portogallo       | 3                | 13 agosto  |        |                 |                 |  |  |           |        |
|  | Svizzera         | 2                |            |        |                 |                 |  |  |           |        |
|  | Svizzera         | 2                | Portogallo | 1      |                 |                 |  |  |           |        |
|  | 12 agosto        |                  | Portogallo | 1      |                 |                 |  |  |           |        |
|  |                  | Spagna           | 4          |        |                 |                 |  |  |           |        |
|  | Spagna           | Spagna           | 4          | 13     |                 |                 |  |  |           |        |
|  | Spagna           |                  | 14 agosto  | 13     |                 |                 |  |  |           |        |
|  | Brasile          | 1                |            |        |                 |                 |  |  |           |        |
|  | Brasile          | 1                | Spagna     | 2      |                 |                 |  |  |           |        |
|  | 12 agosto        |                  | Spagna     | 2      |                 |                 |  |  |           |        |
|  |                  | Argentina        | 1          |        |                 |                 |  |  |           |        |
|  | Italia           | Argentina        | 1          | 2      |                 |                 |  |  |           |        |
|  | Italia           | 13 agosto        |            | 2      |                 |                 |  |  |           |        |
|  | Angola           | 1                |            |        |                 |                 |  |  |           |        |
|  | Angola           | 1                | Italia     | 1      | Finale 3º posto | Finale 3º posto |  |  |           |        |
|  | 12 agosto        |                  | Italia     | 1      | Finale 3º posto | Finale 3º posto |  |  |           |        |
|  |                  | Argentina        | 7          |        |                 |                 |  |  |           |        |
|  | Argentina        | Argentina        | 7          | 6      | Portogallo      | 4               |  |  |           |        |
|  | Argentina        |                  |            | 6      | Portogallo      | 4               |  |  |           |        |
|  | Francia          | 0                |            | Italia | 3               |                 |  |  |           |        |
|  | Francia          | 0                |            |        | 3               |                 |  |  |           |        |
|  |                  |                  |            |        |                 |                 |  |  | 14 agosto |        |
|  |                  |                  |            |        |                 |                 |  |  |           |        |

#### Quarti di finale
| San Jose 12 agosto 2005 | Portogallo | 3 – 2 referto | Svizzera | Event Center Arena |

| San Jose 12 agosto 2005 | Spagna | 13 – 1 referto | Brasile | Event Center Arena |

| San Jose 12 agosto 2005                                                              | Italia    | 2 – 1 referto            | Angola | Event Center Arena |
| Massimo Tataranni 9’ (1-0) Mattia Cocco 27’ (2-0) Marcatori 35’ (1-2) Antonio Gaspar |           |                          |        |                    |
|                                                                                      |           |                          |        |                    |
| Massimo Tataranni 9’ (1-0) Mattia Cocco 27’ (2-0)                                    | Marcatori | 35’ (1-2) Antonio Gaspar |        |                    |

| San Jose 12 agosto 2005 | Argentina | 6 – 0 referto | Francia | Event Center Arena |

#### Semifinali 5º - 8º posto
| San Jose 13 agosto 2005 | Svizzera | 5 – 1 referto | Brasile | Event Center Arena |

| San Jose 13 agosto 2005 | Angola | 2 – 5 referto | Francia | Event Center Arena |

#### Semifinali 1º - 4º posto
| San Jose 13 agosto 2005 | Portogallo | 1 – 4 referto | Spagna | Event Center Arena |

| San Jose 13 agosto 2005 | Italia    | 1 – 7 referto | Argentina | Event Center Arena |
| Massimo Tataranni 42’ (1-6) Marcatori 2’ (0-1) Reinaldo Garcia 16’ (0-2) Mariano Velasquez 32’ (0-3) Mauricio Videla 34’ (0-4) Mariano Velasquez 35’ (0-5) Mariano Velasquez 36’ (0-6) Martín Payero 45’ (1-7) Mariano Velasquez |           | |           |                    |
| |           | |           |                    |
| Massimo Tataranni 42’ (1-6) | Marcatori | 2’ (0-1) Reinaldo Garcia 16’ (0-2) Mariano Velasquez 32’ (0-3) Mauricio Videla 34’ (0-4) Mariano Velasquez 35’ (0-5) Mariano Velasquez 36’ (0-6) Martín Payero 45’ (1-7) Mariano Velasquez |           |                    |

#### Finali 7º - 8º posto
| San Jose 14 agosto 2005 | Brasile | 2 – 6 referto | Angola | Event Center Arena |

#### Finali 5º - 6º posto
| San Jose 14 agosto 2005 | Svizzera | 5 – 1 referto | Francia | Event Center Arena |

#### Finali 3º - 4º posto
| San Jose 14 agosto 2005 | Portogallo | 4 – 3 referto                                                               | Italia | Event Center Arena |
| Reinaldo Ventura 3’ (1-1) Valter Neves 13’ (2-2) Reinaldo Ventura 15’ (3-2) Reinaldo Ventura 29’ (4-3) Marcatori 1’ (0-1) Davide Motaran 4’ (1-2) Franco Polverini 28’ (3-3) Valerio Antezza |            |                                                                             |        |                    |
| |            |                                                                             |        |                    |
| Reinaldo Ventura 3’ (1-1) Valter Neves 13’ (2-2) Reinaldo Ventura 15’ (3-2) Reinaldo Ventura 29’ (4-3)                                                                                       | Marcatori  | 1’ (0-1) Davide Motaran 4’ (1-2) Franco Polverini 28’ (3-3) Valerio Antezza |        |                    |

#### Finali 1º - 2º posto
| San Jose 14 agosto 2005 | Spagna | 2 – 1 referto | Argentina | Event Center Arena |

### Fase 9º - 16º posto

#### Tabellone principale
|  | Quarti di finale | Quarti di finale |           |         | Semifinali       | Semifinali       |  |  | Finale 9º posto | Finale 9º posto |
|  |                  |                  |           |         |                  |                  |  |  |                 |                 |
|  | 11 agosto        |                  |           |         |                  |                  |  |  |                 |                 |
|  |                  |                  |           |         |                  |                  |  |  |                 |                 |
|  | Cile             | 4                |           |         |                  |                  |  |  |                 |                 |
|  | Cile             | 4                | 12 agosto |         |                  |                  |  |  |                 |                 |
|  | Mozambico        | 3                |           |         |                  |                  |  |  |                 |                 |
|  | Mozambico        | 3                | Cile      | 2       |                  |                  |  |  |                 |                 |
|  | 11 agosto        |                  | Cile      | 2       |                  |                  |  |  |                 |                 |
|  |                  | Stati Uniti      | 0         |         |                  |                  |  |  |                 |                 |
|  | Inghilterra      | Stati Uniti      | 0         | 3       |                  |                  |  |  |                 |                 |
|  | Inghilterra      |                  | 13 agosto | 3       |                  |                  |  |  |                 |                 |
|  | Stati Uniti      | 5                |           |         |                  |                  |  |  |                 |                 |
|  | Stati Uniti      | 5                | Cile      | 3       |                  |                  |  |  |                 |                 |
|  | 11 agosto        |                  | Cile      | 3       |                  |                  |  |  |                 |                 |
|  |                  | Germania         | 5         |         |                  |                  |  |  |                 |                 |
|  | Andorra          | Germania         | 5         | 9       |                  |                  |  |  |                 |                 |
|  | Andorra          | 12 agosto        |           | 9       |                  |                  |  |  |                 |                 |
|  | Macao            | 3                |           |         |                  |                  |  |  |                 |                 |
|  | Macao            | 3                | Andorra   | 1       | Finale 11º posto | Finale 11º posto |  |  |                 |                 |
|  | 11 agosto        |                  | Andorra   | 1       | Finale 11º posto | Finale 11º posto |  |  |                 |                 |
|  |                  | Germania         | 2         |         |                  |                  |  |  |                 |                 |
|  | Germania         | Germania         | 2         | 8       | Stati Uniti      | 6                |  |  |                 |                 |
|  | Germania         |                  |           | 8       | Stati Uniti      | 6                |  |  |                 |                 |
|  | Paesi Bassi      | 0                |           | Andorra | 1                |                  |  |  |                 |                 |
|  | Paesi Bassi      | 0                |           |         | 1                |                  |  |  |                 |                 |
|  |                  |                  |           |         |                  |                  |  |  | 13 agosto       |                 |
|  |                  |                  |           |         |                  |                  |  |  |                 |                 |

#### Quarti di finale
| San Jose 11 agosto 2005 | Cile | 4 – 3 referto | Mozambico | Event Center Arena |

| San Jose 11 agosto 2005 | Inghilterra | 3 – 5 referto | Stati Uniti | Event Center Arena |

| San Jose 11 agosto 2005 | Andorra | 9 – 3 referto | Macao | Event Center Arena |

| San Jose 11 agosto 2005 | Germania | 8 – 0 referto | Paesi Bassi | Event Center Arena |

#### Semifinali 13º - 16º posto
| San Jose 12 agosto 2005 | Mozambico | 2 – 4 referto | Inghilterra | Event Center Arena |

| San Jose 12 agosto 2005 | Macao | 6 – 7 referto | Paesi Bassi | Event Center Arena |

#### Semifinali 9º - 12º posto
| San Jose 12 agosto 2005 | Cile | 2 – 0 referto | Stati Uniti | Event Center Arena |

| San Jose 12 agosto 2005 | Andorra | 1 – 2 referto | Germania | Event Center Arena |

#### Finale 15º - 16º posto
| San Jose 13 agosto 2005 | Mozambico | 9 – 4 referto | Macao | Event Center Arena |

#### Finale 13º - 14º posto
| San Jose 13 agosto 2005 | Inghilterra | 3 – 0 referto | Paesi Bassi | Event Center Arena |

#### Finale 11º - 12º posto
| San Jose 13 agosto 2005 | Stati Uniti | 6 – 1 referto | Andorra | Event Center Arena |

#### Finale 9º - 10º posto
| San Jose 13 agosto 2005 | Cile | 3 – 5 referto | Germania | Event Center Arena |

## Classifica finale
|     | Squadra     | G | V | N | P | GF | GS | Diff. | Note              |
| --- | ----------- | - | - | - | - | -- | -- | ----- | ----------------- |
| 1.  | Spagna      | 6 | 6 | 0 | 0 | 36 | 5  | +31   |                   |
| 2.  | Argentina   | 6 | 5 | 0 | 1 | 41 | 6  | +35   |                   |
| 3.  | Portogallo  | 6 | 5 | 0 | 1 | 41 | 12 | +29   |                   |
| 4.  | Italia      | 6 | 4 | 0 | 2 | 28 | 17 | +11   |                   |
| 5.  | Svizzera    | 6 | 4 | 0 | 2 | 24 | 10 | +14   |                   |
| 6.  | Francia     | 6 | 2 | 1 | 3 | 10 | 21 | -11   |                   |
| 7.  | Angola      | 6 | 2 | 1 | 3 | 32 | 18 | +14   |                   |
| 8.  | Brasile     | 6 | 1 | 1 | 4 | 13 | 33 | -20   |                   |
| 9.  | Germania    | 6 | 4 | 1 | 1 | 21 | 13 | +8    |                   |
| 10. | Cile        | 6 | 3 | 1 | 2 | 22 | 19 | +3    |                   |
| 11. | Stati Uniti | 6 | 2 | 0 | 4 | 12 | 28 | -16   |                   |
| 12. | Andorra     | 6 | 2 | 0 | 4 | 15 | 20 | -5    |                   |
| 13. | Inghilterra | 6 | 3 | 0 | 3 | 16 | 13 | +3    |                   |
| 14. | Paesi Bassi | 6 | 1 | 1 | 4 | 10 | 31 | -21   | Campionato B 2006 |
| 15. | Mozambico   | 6 | 1 | 0 | 5 | 18 | 35 | -17   | Campionato B 2006 |
| 16. | Macao       | 6 | 0 | 0 | 6 | 19 | 77 | -58   | Campionato B 2006 |

## Campioni
| Campione del Mondo 2005 |
| ----------------------- |
| Spagna 12º titolo       |